# Liste von Musiklabels/A

## A
| Name Musiklabel                             | Land                                        | Sitz                     | Gründer | Jahr-Von           | Jahr-Bis     | Labelcode | Website | Mutterlabel                                                                                        | Details                                                                                        |
| ------------------------------------------- | ------------------------------------------- | ------------------------ | --- | ------------------ | ------------ | --------- | ------- | -------------------------------------------------------------------------------------------------- | ---------------------------------------------------------------------------------------------- |
| A Cappella Records                          | Vereinigte Staaten                          | San Francisco            | Chris Crawford, Ross Morey, Jesse Avshalomov, Ryland Hale, Sebastian Wolff                                              | 2009               |              | LC 35925  | Website | |                                                                                                |
| A Chance for Metal                          | Deutschland                                 | Andernach                | Jan Müller | 2006               |              | LC 77715  | Website | |                                                                                                |
| A Different Drum                            | Vereinigte Staaten                          | Smithfield               | Todd Durrant | 1996               | 2014         |           | Website | |                                                                                                |
| A&E Records                                 | Vereinigtes Königreich                      | London                   | Korda Marshall | 2003               |              |           |         | Warner Music Group                                                                                 |                                                                                                |
| A&M Records                                 | Vereinigte Staaten                          | Los Angeles              | Herb Alpert, Jerry Moss                                                                                                 | 1962               | 1999         |           |         | Universal Music Group                                                                              |                                                                                                |
| Abakus                                      | Deutschland                                 | Greifenstein             | Siegfried Fietz; Barbara Fietz                                                                                          | 1974               |              | LC 06461  | Website | |                                                                                                |
| ABB Records                                 | Vereinigte Staaten                          | Oakland                  | Beni B | 1997               |              | LC 64429  | Website | |                                                                                                |
| Abbey Records                               | Vereinigte Staaten                          | New York City            | Pete Doraine | 1949               | Erloschen    |           |         | Peter Doraine, Inc.                                                                                |                                                                                                |
| Abbott Records                              | Vereinigte Staaten                          | Los Angeles              | Fabor Robison | 1951               | 1958         |           |         | |                                                                                                |
| ABC Classics                                | Australien                                  | Sydney                   | | 1987               |              |           | Website | ABC Music                                                                                          |                                                                                                |
| ABC Records                                 | Vereinigte Staaten                          | New York City            | | 1965               | 1979         | LC 19360  |         | American Broadcasting Company                                                                      | verkauft an MCA Records                                                                        |
| ABC-Paramount                               | Vereinigte Staaten                          | New York City            | American Broadcasting Company                                                                                           | 1955               | 1966         |           |         | American Broadcasting Company                                                                      | verkauft an MCA Records                                                                        |
| ABKCO Records                               | Vereinigte Staaten                          | New York City            | Allen Klein | 1961               |              |           | Website | |                                                                                                |
| Abnak Records                               | Vereinigte Staaten                          | Dallas                   | John Howard Abdnor, Sr.,                                                                                                | 1963               | 1971         |           | Website | Abnak Music Enterprises, Inc.                                                                      |                                                                                                |
| Absolutely Kosher Records                   | Vereinigte Staaten                          | Emeryville               | Cory Brown | 1998               | 2011         | LC 35988  | Website | |                                                                                                |
| Accent Records                              | Deutschland                                 | Heidelberg               | Adelheid Glatt und Andreas Glatt                                                                                        | 1978               |              | LC 06618  | Website | |                                                                                                |
| Accent Records (US)                         | Vereinigte Staaten                          | Los Angeles              | Scott Seely | 1954               | Erloschen    |           |         | |                                                                                                |
| Accession Records                           | Deutschland                                 | Solingen                 | Adrian Hates | 1995               |              | LC 02762  | Website | |                                                                                                |
| Accurate Records                            | Vereinigte Staaten                          | Somerville               | Russ Gershon | 1987               |              |           | Website | |                                                                                                |
| Ace Fu Records                              | Vereinigte Staaten                          | New York City            | Eric Speck | 1998               | 2007         |           | Website | |                                                                                                |
| Ace of Clubs Records                        | Vereinigtes Königreich                      | London                   | Decca Records |                    | Erloschen    |           |         | Decca Records                                                                                      |                                                                                                |
| Ace of Hearts Records                       | Vereinigtes Königreich                      | London                   | Decca Records | 1961               | Erloschen    |           |         | Decca Records                                                                                      |                                                                                                |
| Ace of Hearts Records (Boston)              | Vereinigte Staaten                          | Boston                   | Rick Harte | 1978               |              |           | Website | |                                                                                                |
| Ace Records                                 | Vereinigtes Königreich                      | London                   | Ted Carroll, Roger Armstrong, Trevor Churchill                                                                          | 1978               |              |           | Website | Ace Records Ltd.                                                                                   |                                                                                                |
| Ace Records (Vereinigte Staaten)            | Vereinigte Staaten                          | Jackson                  | Johnny Vincent | 1955               |              |           |         | | Wurde 1997 an die Demon Music Group verkauft                                                   |
| Ache Records                                | Kanada                                      | Vancouver                | Andy Dixon | 1999               |              |           | Website | |                                                                                                |
| Acid Jazz Records                           | Vereinigtes Königreich                      | London                   | Gilles Peterson Eddie Piller                                                                                            | 1987               |              | LC 07388  | Website | |                                                                                                |
| Acme Records                                | Vereinigtes Königreich                      | Hastings                 | Gary Ramon | 1994               |              | LC 58234  |         | The ACME Gramophone Co. Ltd.                                                                       |                                                                                                |
| Aco Records                                 | Vereinigtes Königreich                      | London                   | Aeolian Company Ltd. | 1922               | 1927         |           |         | Aeolian Company Ltd.                                                                               |                                                                                                |
| Acorn Records                               | Vereinigte Staaten                          | Newark                   | Herman Lubinsky | 1950               | 1951         | LC 01926  |         | Savoy Records                                                                                      |                                                                                                |
| Acoustic Disc                               | Vereinigte Staaten                          | San Rafael               | David Grisman | 1990               |              |           | Website | |                                                                                                |
| Acoustic Music Records                      | Deutschland                                 | Osnabrück                | Peter Finger | 1989               |              | LC 07103  | Website | |                                                                                                |
| ACT (Plattenlabel)                          | Deutschland                                 | München                  | Siegfried Loch | 1992               |              | LC 07644  | Website | |                                                                                                |
| Acte Préalable                              | Polen                                       | Warschau                 | Jan A. Jarnicki | 1997               |              | LC 15442  | Website | |                                                                                                |
| ACV Records                                 | Italien                                     | Rom                      | Tony Verde | 1990               |              |           | Website | |                                                                                                |
| Ad Noiseam                                  | Deutschland                                 | Berlin                   | Nicolas Chevreux | 2001               | 2015         |           | Website | |                                                                                                |
| Adam VIII Ltd.                              | Vereinigte Staaten                          | New York                 | Morris Levy | Ende 1960er Jahre  | 1970er Jahre |           |         | Roulette Records                                                                                   |                                                                                                |
| Adeline Records                             | Vereinigte Staaten                          | Los Angeles              | Adrienne Armstrong, Billie Joe Armstrong, Lynn Thiebaud, Jim Thiebaud                                                   | 1997               |              |           | Website | |                                                                                                |
| Adelphi Records                             | Vereinigte Staaten                          | Silver Spring            | Eugene Rosenthal | 1968               |              |           | Website | |                                                                                                |
| Aditya Music                                | Indien                                      | Hyderabad                | Umesh Gupta | Ende 1990          |              |           | Website | |                                                                                                |
| AdP Records                                 | Deutschland                                 | Kulmbach                 | Chris Ehrenberg | 2008               |              | LC 24151  | Website | |                                                                                                |
| Advent Records                              | Vereinigte Staaten                          |                          | Frank Scott | 1972               | 1978         |           |         | |                                                                                                |
| Aegean Records                              | Vereinigtes Königreich                      |                          | George Michael und Andreas Georgiou                                                                                     | 1991               |              | LC 84591  | Website | Nobby’s Hobbies Holdings                                                                           |                                                                                                |
| Aeolus                                      | Deutschland                                 | Heckenmünster            | Christoph Martin Frommen                                                                                                | 1997               |              | LC 02232  | Website | |                                                                                                |
| Aeronaut Records                            | Vereinigte Staaten                          | Los Angeles              | John Mastro | 2002               |              |           | Website | |                                                                                                |
| Aerophonic Records                          | Vereinigte Staaten                          | Chicago                  | Dave Rempis |                    |              |           | Website | |                                                                                                |
| Aesthetic Death Records                     | Vereinigtes Königreich                      | Worcestershire           | Stuart Gregg | 1992               |              |           | Website | |                                                                                                |
| Aeternitas Tenebrarum Music Foundation      | Italien                                     | Triest                   | | 2005               |              |           | Website | |                                                                                                |
| A-F Records                                 | Vereinigte Staaten                          | Pittsburgh               | Pat Thetic, Chris Head, Justin San                                                                                      | 1999               |              | LC 42369  | Website | |                                                                                                |
| Affine Records                              | Österreich                                  | Wien                     | Jamal H. | 2008               |              |           | Website | |                                                                                                |
| AFM Records                                 | Deutschland                                 | Schwalmstadt             | Andreas Allendörfer | 1993               |              | LC 05204  | Website | |                                                                                                |
| AFO Records                                 | Vereinigte Staaten                          | New Orleans              | Harold Battiste | 1961               | 1963         |           |         | |                                                                                                |
| AFS Records                                 | Vereinigte Staaten                          | Miami                    | Harold Doane | 1957 1979          | 1958 1981    |           |         | Art Records                                                                                        |                                                                                                |
| Aftermath Entertainment                     | Vereinigte Staaten                          | Santa Monica             | Dr. Dre | 1996               |              |           | Website | Interscope Records                                                                                 |                                                                                                |
| Aftermath Music                             | Norwegen                                    | Trondheim                | | 1997               |              | LC 16201  | Website | |                                                                                                |
| Afternoon Records                           | Vereinigte Staaten                          | Minneapolis              | Ian Anderson, Michael M. Sandstedt                                                                                      | 2003               |              |           | Website | Warner Music Group                                                                                 |                                                                                                |
| Age Records                                 | Vereinigte Staaten                          | Chicago                  | Mel London | 1957               | 1964         |           |         | |                                                                                                |
| Aggressive Punk Produktionen                | Deutschland                                 | Nürnberg                 | Mathias Mieth, Tobias Falarz                                                                                            | 2010               |              | LC 24184  | Website | |                                                                                                |
| Aggressive Rockproduktionen                 | Deutschland                                 | Berlin                   | Karl-Ulrich Walterbach                                                                                                  | 1980               | 2001         | LC 7950   |         | Sanctuary Records Group Ltd.                                                                       |                                                                                                |
| Aggro Berlin                                | Deutschland                                 | Berlin                   | Eric „Specter“ Remberg, Jens „Spaiche“ Ihlenfeld, Halil Efe                                                             | 2001               | 2009         | LC 18955  |         | Universal Music Group                                                                              |                                                                                                |
| Agit-Prop Records                           | Vereinigtes Königreich                      | Leeds                    | Band Chumbawamba | 1985               | 1992         |           |         | |                                                                                                |
| Agogo Records                               | Deutschland                                 | Hannover                 | Ralf Droesemyer, Mark „Foh“ Wetzler und Ralf Zitzmann                                                                   | 2007               |              | LC 15656  | Website | |                                                                                                |
| Agonia Records                              | Polen                                       | Piła                     | |                    |              |           | Website | Wydawnictwo Agonia                                                                                 |                                                                                                |
| AIP Records                                 | Vereinigte Staaten                          | Burbank                  | Greg Shaw | 1983               |              |           | Website | Bomp! Records                                                                                      | Langname: Archive International Productions                                                    |
| Ajax Records (Quebec)                       | Kanada                                      | Quebec                   | H. S. Berliner | 1921               | 1926         |           |         | Compo Company                                                                                      |                                                                                                |
| Aladdin Records (USA)                       | Vereinigte Staaten                          | Los Angeles              | Eddie Mesner, Leo Mesner und Ira Mesner                                                                                 | 1946               | 1960         |           |         | |                                                                                                |
| Alarma Records                              | Vereinigte Staaten                          | Santa Ana                | Daniel Amos, Tom Howard                                                                                                 | 1983               |              | LC 36164  | Website | Newpax, Frontline                                                                                  |                                                                                                |
| Alcopop! Records                            | Vereinigtes Königreich                      | Oxford                   | Jack Clothier | 2006               |              | LC 48831  | Website | |                                                                                                |
| Albany Records                              | Vereinigte Staaten                          | Albany                   | Peter Kermani | 1987               |              | LC 64619  | Website | |                                                                                                |
| Albert Productions                          | Australien                                  | Sydney                   | Ted Albert | 1963               |              |           | Website | J. Albert & Son Pty Ltd (BMG Rights Management)                                                    |                                                                                                |
| Alchemy Records (Japan)                     | Japan                                       | Osaka                    | Jojo Hiroshige | 1984               |              |           | Website | |                                                                                                |
| Alchemy Records (U.S.)                      | Vereinigte Staaten                          | San Francisco            | Mark Deutrom, Victor Hayden                                                                                             | 1985               | 1989         |           |         | |                                                                                                |
| Alegre Records                              | Vereinigte Staaten                          | New York City            | Al Santiago | 1956               | 1975         |           |         | Alegre Recording Corporation                                                                       | Verkauf an Fania Records                                                                       |
| Alert Records (kanadisches Label)           | Kanada                                      | Toronto                  | W. Tom Berry | 1984               |              |           | Website | Alert Music Inc.                                                                                   |                                                                                                |
| Alert Records (US-amerikanisches Label)     | Vereinigte Staaten                          | New York City            | Solly Abrams | 1946               | 1950         |           |         | |                                                                                                |
| Alessa Records                              | Österreich                                  | Hagenberg                | Peter Guschelbauer | 2004               |              |           | Website | |                                                                                                |
| Alfa Matrix                                 | Belgien                                     | Brüssel                  | Séba Dolimont, Bernard Van Isacker und Benoît Blanchar                                                                  | 2001               |              | LC 14000  | Website | |                                                                                                |
| Alias Records                               | Vereinigte Staaten                          | Lexington                | | 1988               |              | LC 61866  | Website | |                                                                                                |
| Alien8 Recordings                           | Kanada                                      | Montreal                 | Sean O’Hara, Gary Worsley                                                                                               | 1996               |              |           | Website | |                                                                                                |
| Alison Records                              | Deutschland                                 | Lüneburg                 | Hans-Peter Lorenzen | 1995               |              | LC 14698  | Website | |                                                                                                |
| Alive Records                               | Vereinigte Staaten                          | Burbank                  | Patrick Boissel, Suzy Shaw                                                                                              | 1993               |              | LC 89913  | Website | Alive Naturalsound Records                                                                         |                                                                                                |
| Alive Naturalsound Records                  | Vereinigte Staaten                          | Burbank                  | Patrick Boissel | 1993               |              |           | Website | |                                                                                                |
| All Around the World Productions            | Vereinigtes Königreich                      | Blackburn                | Matt Cadman, Cris Nutall                                                                                                | 1991               |              | LC 07341  | Website | Universal Music Group                                                                              |                                                                                                |
| All Ice Records                             | Norwegen                                    | Bergen                   | Terje Isungset | 2005               |              |           | Website | |                                                                                                |
| All Platinum Records                        | Vereinigte Staaten                          | Englewood                | Sylvia RobinsonJoe Robinson                                                                                             | 1967               | 1974         |           |         | |                                                                                                |
| All Saints Records                          | Vereinigtes Königreich                      | London                   | Dominic Norman-Taylor                                                                                                   | 1991               |              |           | Website | All Saints Records Ltd.                                                                            |                                                                                                |
| All Star Records                            | Puerto Rico                                 | San Juan                 | Don Omar | 2004               |              |           |         | Universal Music Group                                                                              |                                                                                                |
| All the Madmen Records                      | Vereinigtes Königreich                      | London                   | The Mob | 1980               |              |           | Website | |                                                                                                |
| Alles oder Nix Records                      | Deutschland                                 | Bonn                     | Xatar | 2007               |              | LC 39277  | Website | |                                                                                                |
| ALLALOM Music                               | Vereinigte Staaten                          | Portland                 | Samuel Aaron Thomas | 2001               | 2010         |           |         | |                                                                                                |
| Alligator Records                           | Vereinigte Staaten                          | Chicago                  | Bruce Iglauer | 1971               |              |           | Website | |                                                                                                |
| Allscore                                    | Deutschland                                 | Stuttgart                | Dietmar Bosch | 1999               |              | LC 10340  | Website | |                                                                                                |
| Almo Sounds                                 | Vereinigte Staaten                          | Los Angeles              | Herb Alpert, Jerry Moss                                                                                                 | 1994               | 2000         | LC 10271  | Website | Interscope-Geffen-A&M                                                                              |                                                                                                |
| Alpha Music Empire                          | Deutschland                                 | Stromberg                | Kollegah | 2016               |              | LC 87303  | Website | |                                                                                                |
| Alster Records                              | Deutschland                                 | Hamburg                  | Olaf Dombrowski, Mirko Ruthenberg (jetzt Kuchenbecker)                                                                  | 2014               |              | LC 49387  | Website | |                                                                                                |
| Altarus Records                             | Vereinigte Staaten                          |                          | |                    |              | LC 59039  | Website | |                                                                                                |
| Alternative Tentacles                       | Vereinigte Staaten                          | Emeryville               | Jello Biafra | 1979               |              | LC 08356  | Website | |                                                                                                |
| Altrisuoni                                  | Schweiz                                     | Roche                    | Christian Gilardi | 1993               |              |           | Website | |                                                                                                |
| Alucard Records                             | Griechenland                                |                          | | 2009               | 2010         |           |         | |                                                                                                |
| Alveran Records                             | Deutschland                                 | Bochum                   | Sascha Franzen | 1995               |              |           | Website | |                                                                                                |
| AM:PM Records                               | Vereinigtes Königreich                      | London                   | Simon Dunmore | 1994               | 1998         |           | Website | A&M Records                                                                                        |                                                                                                |
| Amadeo                                      | Österreich                                  | Wien                     | | 1956               |              | LC 00107  |         | Universal Music Group                                                                              | Im Juni 1974 von Polydor International gekauft                                                 |
| Amageddon Musik                             | Deutschland                                 | Berlin                   | Miliz und RidOne | 2010               |              | LC 95138  | Website | |                                                                                                |
| Amarillo Records                            | Vereinigte Staaten                          | San Francisco            | Gregg Turkington | 1992               | 2001         |           |         | |                                                                                                |
| Amaru Entertainment                         | Vereinigte Staaten                          | Marin City (Kalifornien) | Afeni Shakur | 1997               |              |           |         | Universal Music Group                                                                              |                                                                                                |
| Ambiances Magnétiques                       | Kanada                                      | Montreal                 | Jean Derome, René Lussier                                                                                               | 1983               |              |           | Website | |                                                                                                |
| Ambiel Music                                | Vereinigtes Königreich                      | Suffolk                  | Gordon Mulrain, Nat Clarkson                                                                                            | 2007               |              | LC 65346  | Website | NJC Music                                                                                          |                                                                                                |
| Ambiente Audio                              | Deutschland                                 | Algermissen              | Toms Spogis |                    |              | LC 07811  | Website | |                                                                                                |
| Ambush Reality Records                      | Vereinigtes Königreich                      |                          | Enter Shikari | 2006               |              | LC 61817  |         | Interscope Records                                                                                 |                                                                                                |
| American Gramaphone                         | Vereinigte Staaten                          | Omaha                    | Chip Davis | 1974               |              | LC 06560  |         | American Gramaphone L.L.C.                                                                         |                                                                                                |
| American Graphophone Company                | Vereinigte Staaten                          |                          | James O. Clephane, Andrew Devine und John H. White                                                                      | 1887               |              |           |         | Volta Graphophone Company                                                                          |                                                                                                |
| American Modern Recordings                  | Vereinigte Staaten                          | New York City            | Robert Paterson, Victoria Paterson                                                                                      | 2008               |              |           | Website | Lumiere Records                                                                                    |                                                                                                |
| American Music Records                      | Vereinigte Staaten                          | New Orleans              | Bill Russell | 1944               | 1957         |           |         | |                                                                                                |
| American Record Company                     | Vereinigte Staaten                          | Springfield              | Ellsworth A. Hawthorne, Horace Sheble und Frederick M. Prescot                                                          | 1904               | 1908         |           |         | |                                                                                                |
| American Record Corporation                 | Vereinigte Staaten                          | New York City            | Louis G. Sylvester | 1929               | 1938         |           |         | | Auch bekannt unter dem Namen ARC Records; verkauft an Columbia Broadcasting System             |
| American Recording Productions              | Vereinigte Staaten                          | Franklin (Michigan)      | Ara Topouzian | 1991               |              |           | Website | |                                                                                                |
| American Recordings                         | Vereinigte Staaten                          | Burbank                  | Rick Rubin | 1988               |              | LC 07181  | Website | Republic Records                                                                                   |                                                                                                |
| Amha Records                                | Äthiopien                                   |                          | Amha Eshete | 1969               | 1975         |           |         | |                                                                                                |
| Amiga                                       | Deutsche Demokratische Republik Deutschland | Berlin                   | Ernst Busch | 1947               | 1994         | LC 00055  | Website | Sony Music Entertainment Germany GmbH                                                              |                                                                                                |
| Amor Fati Productions                       | Deutschland                                 | Essen                    | | 2008               |              |           | Website | |                                                                                                |
| Amos Records                                | Vereinigte Staaten                          | Los Angeles              | Jimmy Bowen | 1968               | 1971         |           |         | |                                                                                                |
| Ampex Records                               | Vereinigte Staaten                          | New York City            | | 1970               |              |           | Website | Ampex Corporation                                                                                  |                                                                                                |
| Amphetamine Reptile Records                 | Vereinigte Staaten                          | Minneapolis              | Tom Hazelmyer | 1986               |              |           | Website | |                                                                                                |
| Amplexus                                    | Italien                                     | Vittorio Veneto          | Stefano Gentile | 1994               | 2003         |           |         | |                                                                                                |
| Amputated Vein Records                      | Japan                                       | Osaka                    | | 2002               |              |           | Website | |                                                                                                |
| Amusic                                      | Hongkong                                    | Hongkong                 | Peter Lam, Leon Lai, Mark Lui                                                                                           | 2004               |              |           | Website | eSun Holdings                                                                                      |                                                                                                |
| A-Musik                                     | Deutschland                                 | Köln                     | Georg Odijk | 1995               |              | LC 10344  | Website | |                                                                                                |
| Amy Records                                 | Vereinigte Staaten                          | New York City            | Al Massler | 1960               | 1969         |           | Website | Bell Records                                                                                       |                                                                                                |
| Analekta                                    | Kanada                                      | Montreal                 | François Mario Labbé | 1988               |              | LC 26657  | Website | Enregistrement Analekta Recording Inc.                                                             |                                                                                                |
| Ana Ott                                     | Deutschland                                 | Mülheim an der Ruhr      | Dennis Dycks, Felix Möser                                                                                               | 2013               |              | LC 51404  | Website | |                                                                                                |
| Anchor Records                              | Vereinigtes Königreich                      |                          | Ian Ralfini und die American Broadcasting Companies                                                                     | 1974               | 1978         | LC 89179  | Website | |                                                                                                |
| Andorfine Records                           | Deutschland                                 |                          | Dirk Waldt und Michel Diederiks                                                                                         | 2001               |              | LC 13764  | Website | Andorfine Media                                                                                    |                                                                                                |
| And/oar                                     | Vereinigte Staaten                          | Seattle                  | Dale Lloyd | 2001               |              |           | Website | |                                                                                                |
| Andex Records                               | Vereinigte Staaten                          |                          | John und Alex Siamas | 1957               |              |           | Website | Rex Productions                                                                                    |                                                                                                |
| Andie Records                               | Vereinigte Staaten                          | New York City            | Robert Schwartz, Gene Schwartz, Allan I. Sussel                                                                         |                    |              |           |         | Laurie Records                                                                                     |                                                                                                |
| Andmoresound                                | Vereinigtes Königreich                      | Glasgow                  | Lindsay Boyd | 1998               | 2005         |           |         | |                                                                                                |
| Angel Air Records                           | Vereinigtes Königreich                      | Stowmarket               | Peter and Shirley Purnell                                                                                               | 1997               |              | LC 10415  | Website | |                                                                                                |
| Angel Music Group                           | Vereinigtes Königreich                      | Stowmarket               | EMI UK & Ireland | 2005               | 2013         | LC 10415  | Website | EMI UK & Ireland                                                                                   |                                                                                                |
| Angel Records                               | Vereinigte Staaten                          | New York City            | Dorle Soria, Dario Soria                                                                                                | 1953               | 2006         | LC 00110  |         | EMI Group Ltd.                                                                                     |                                                                                                |
| Angelika Köhlermann                         | Österreich                                  | Wien                     | Gerhard Potuznik, Tex Rubinowitz                                                                                        | 1998               |              |           | Website | |                                                                                                |
| Angelmusic                                  | Deutschland                                 | Köln                     | Hans Engel | 2006               |              | LC 15581  | Website | |                                                                                                |
| Angelophone Records                         | Vereinigte Staaten                          |                          | | 1916               | Erloschen    |           |         | |                                                                                                |
| Angular Recording Corporation               | Vereinigtes Königreich                      | London                   | Joe Daniel, Joe Margetts                                                                                                | 2003               | 2012         | LC 29047  | Website | |                                                                                                |
| Anhrefn Records                             | Vereinigtes Königreich                      | London                   | Rhys Mwyn | 1983               | 2007         | LC 19975  |         | |                                                                                                |
| Animate Records                             | Deutschland                                 | Großvoigtsberg           | Andy Reich | 2002               |              |           | Website | |                                                                                                |
| Animate Recorpse                            | Deutschland                                 | Großvoigtsberg           | Andy Reich | 2014               |              |           |         | Animate Records                                                                                    |                                                                                                |
| AnimeTrax                                   | Vereinigte Staaten                          | Des Moines               | | 2003               |              |           | Website | |                                                                                                |
| Aniplex                                     | Japan                                       | Chiyoda                  | | 1995               |              |           | Website | Sony Music Entertainment Japan                                                                     |                                                                                                |
| Anjunabeats                                 | Vereinigtes Königreich                      | London                   | Jono Grant, Paavo Siljamäki                                                                                             | 2000               |              |           | Website | Involved Productions                                                                               |                                                                                                |
| Anker Musik                                 | Deutschland                                 | Stuttgart                | |                    | 2005         | LC 07994  |         | Christliches Verlagshaus                                                                           |                                                                                                |
| Anker-Record                                | Deutschland                                 | Berlin                   | |                    |              |           |         | |                                                                                                |
| Ankst                                       | Vereinigtes Königreich                      | Aberystwyth              | Alun Llwyd, Gruffudd Jones und Emyr Glyn Williams                                                                       | 1988               | 1998         | LC 58910  |         | |                                                                                                |
| Anna Records                                | Vereinigte Staaten                          | Detroit                  | Anna Gordy, Gwen Gordy und Roquel Billy Davis                                                                           | 1959               | 1961         |           |         | |                                                                                                |
| Another Century Records                     | Deutschland                                 |                          | Robert Kampf | 1988               |              |           | Website | Sony Music Entertainment                                                                           |                                                                                                |
| Anova Music                                 | Israel                                      | Tel Aviv                 | Shuki Goldwasser und Anat Damon                                                                                         | 2006               |              | LC 52168  |         | |                                                                                                |
| ANR – Music and More                        | Deutschland                                 | Berlin                   | | 1998               |              |           | Website | | ehemals An'na Nadel Records                                                                    |
| AntAcidAudio                                | Vereinigte Staaten                          | Orinda                   | Greg Werckman | 2004               | 2006         |           | Website | |                                                                                                |
| Anthem Records                              | Kanada                                      | Toronto                  | Ray Danniels Vic Wilson                                                                                                 | 1977               |              | LC 13216  | Website | Anthem Entertainment Group                                                                         |                                                                                                |
| ANTI-Records                                | Vereinigte Staaten                          | Los Angeles              | Andy Kaulkin | 1999               |              |           | Website | Epitaph Records                                                                                    |                                                                                                |
| Anticon Records                             | Vereinigte Staaten                          | San Francisco            | Baillie Parker | 1998               |              |           | Website | |                                                                                                |
| Anticulture Records                         | Vereinigtes Königreich                      | Northampton              | | 2003               | 2011         |           |         | |                                                                                                |
| Antilles Records                            | Vereinigte Staaten                          |                          | Jeff Walker | 1980               |              | LC 06176  |         | Island Records                                                                                     |                                                                                                |
| Antone’s Record Label                       | Vereinigte Staaten                          | Austin                   | Clifford Antone | 1981               | 2006         |           |         | Texas Music Group                                                                                  |                                                                                                |
| Ant-Zen                                     | Deutschland                                 | Lappersdorf              | Stefan Alt | 1994               |              |           | Website | |                                                                                                |
| Anxious Records                             | Vereinigtes Königreich                      | London                   | David A. Stewart |                    | Erloschen    | LC 07987  |         | Anxious Records Ltd.                                                                               |                                                                                                |
| Anyway Records                              | Vereinigte Staaten                          | Columbus                 | Bela Koe-Krompecher | 1991               |              |           | Website | |                                                                                                |
| AOP Records                                 | Deutschland                                 | Seesen                   | |                    |              |           | Website | |                                                                                                |
| Aozora Records                              | Japan                                       | Tokio                    | | 2000               |              |           | Website | Clear Sky Corporation                                                                              |                                                                                                |
| Apegenine recordings                        | Kanada                                      | Montreal                 | Vincent Fugere | 2003               |              |           | Website | |                                                                                                |
| Apex Records                                | Kanada                                      | Toronto                  | | 1921               | 1980         |           | Website | Compo Company                                                                                      |                                                                                                |
| Aphonia Recordings                          | Vereinigte Staaten                          | Seattle                  | Andrew Senna, Ben L. Robertson                                                                                          | 2006               |              |           | Website | |                                                                                                |
| Apollo Records (1921)                       | Vereinigte Staaten                          | Chicago                  | | 1921               | Erloschen    |           |         | Rialto Music House                                                                                 |                                                                                                |
| Apollo Records (1928)                       | Vereinigte Staaten                          |                          | | 1928               | Erloschen    |           |         | Pathe Records                                                                                      |                                                                                                |
| Apollo Records (1944)                       | Vereinigte Staaten                          | New York City            | Hy Siegel und Ted Gottlieb                                                                                              | 1944               | 1962         |           |         | Apollo Records, Inc.                                                                               |                                                                                                |
| Apollo Records (1992)                       | Belgien                                     |                          | | 1992               |              |           | Website | R&S Records                                                                                        |                                                                                                |
| Apostasy Records                            | Deutschland                                 | Wallenhorst-Lechtingen   | Tomasz Wisniewski | 2011               |              |           | Website | |                                                                                                |
| Appian Publications & Recordings            | Vereinigtes Königreich                      | London                   | Edwin Alan und Bryan Crimp                                                                                              |                    |              | LC 23278  | Website | |                                                                                                |
| Applause Records                            | Vereinigte Staaten                          | Beverly Hills            | Arthur Mogull | 1981               | 1983         | LC 60533  |         | Applause Records Inc.                                                                              |                                                                                                |
| Apple Records                               | Vereinigtes Königreich                      | London                   | Beatles | 1968               |              |           | Website | Apple Corps Ltd.                                                                                   |                                                                                                |
| April Records                               | Deutschland                                 | München                  | Embryo, Missus Beastly, Sparifankal und Ton Steine Scherben                                                             | 1976               |              | LC 5372   | Website | | Firmiert später und dem Labelnamen Schneeball Records                                          |
| Apt Records                                 | Vereinigte Staaten                          |                          | | 1958               | 1972         |           |         | ABC Records                                                                                        |                                                                                                |
| Aquarellist                                 | Russland                                    | Sankt Petersburg         | | 2003               |              |           | Website | |                                                                                                |
| Aquarius Records (Kanada)                   | Kanada                                      | Montreal                 | Terry Flood, Donald Tarlton, Bob Lemm, Dan Lazare, Jack Lazare                                                          | 1969               |              | LC 34838  | Website | Unidisc                                                                                            |                                                                                                |
| Aquarius Records (Kroatien)                 | Kroatien                                    | Zagreb                   | Club Aquarius | 1995               |              |           | Website | |                                                                                                |
| Arabesque Records                           | Vereinigte Staaten                          | New York City            | Ward Botsford, Marvin Reiss                                                                                             | 1987               |              | LC 51284  | Website | Rebot Corporation                                                                                  |                                                                                                |
| Arbors Records                              | Vereinigte Staaten                          | Clearwater (Florida)     | Mat Domber und Rachel Domber                                                                                            | 1989               |              |           | Website | |                                                                                                |
| ARC Records                                 | Vereinigte Staaten                          | New York City            | Louis G. Sylvester | 1929               | 1938         |           |         | | auch bekannt unter dem Namen American Record Company; verkauft an Columbia Broadcasting System |
| Arcade Records                              | Vereinigtes Königreich                      |                          | Laurence Myers | 1972               |              |           |         | |                                                                                                |
| Arch Hill Recordings                        | Neuseeland                                  | Auckland                 | Arch Hill Studios | 1998               |              | LC 35726  | Website | |                                                                                                |
| Archiv Produktion                           | Deutschland                                 | Berlin                   | Deutsche Grammophon | 1949               |              | LC 00113  | Website | Deutsche Grammophon                                                                                |                                                                                                |
| Archenemy Record Company                    | Vereinigte Staaten                          | Boston                   | | 1997               |              |           | Website | |                                                                                                |
| Architecture Label                          | Australien                                  | Sydney                   | | 2002               |              |           | Website | |                                                                                                |
| Architecture Records                        | Vereinigte Staaten                          | New York City            | Brett Petersel | 2001               |              | LC 62555  | Website | | ehemals Double Threat Recordings                                                               |
| Archive International Productions           | Vereinigte Staaten                          | Burbank                  | Greg Shaw | 1983               |              |           | Website | Bomp! Records                                                                                      | Kurzname: AIP Records                                                                          |
| Arcola                                      | Vereinigtes Königreich                      | London                   | | 2003               |              |           | Website | Warp Records                                                                                       |                                                                                                |
| Ardent Records                              | Vereinigte Staaten                          | Memphis                  | John Fry | 1959               |              | LC 36607  |         | |                                                                                                |
| Arena Rock Recording Co.                    | Vereinigte Staaten                          | Portland                 | Greg Glover und Dan Ralph                                                                                               | 1995               |              |           | Website | |                                                                                                |
| Aretino Records                             | Vereinigte Staaten                          | Chicago                  | Arthur J. O’Neill | 1907               | 1914         |           |         | |                                                                                                |
| Argo Records                                | Vereinigtes Königreich                      | London                   | Harley Usill und Cyril Clarke                                                                                           | 1951               |              | LC 00115  |         | Universal Music Group                                                                              |                                                                                                |
| Argo Records (US-amerikanisches Musiklabel) | Vereinigte Staaten                          | Chicago                  | Leonard ChessPhil Chess                                                                                                 | 1955               | 1965         |           | Website | Chess Records                                                                                      | Das Label hieß ursprünglich Marterry Records                                                   |
| Arhoolie Records                            | Vereinigte Staaten                          | Berkeley                 | Chris Strachwitz | 1960               |              | LC 01330  | Website | Smithsonian Folkways                                                                               | Das Label wurde 2016 an Smithsonian Folkways verkauft                                          |
| Ariola                                      | Deutschland                                 | München                  | Reinhard Mohn | 1958               |              | LC 00116  | Website | Sony Music Entertainment                                                                           |                                                                                                |
| Arise Records                               | Spanien                                     | Bilbao                   | | 1995               | 2005         | LC 11210  | Website | Arise Records S.L.                                                                                 |                                                                                                |
| Arising Empire                              | Deutschland                                 | Donzdorf                 | Markus Staiger, Tobbe Falarz                                                                                            | 2015               |              | LC 51675  | Website | Nuclear Blast                                                                                      |                                                                                                |
| Arista Nashville                            | Vereinigte Staaten                          | Nashville                | Tim DuBois und Clive Davis                                                                                              | 1989               |              |           | Website | Sony Music                                                                                         |                                                                                                |
| Arista Records                              | Vereinigte Staaten                          | New York City            | Clive Davis | 1974               | 2011         | LC 03484  | Website | Sony Music Entertainment                                                                           |                                                                                                |
| Aristocrat Records                          | Vereinigte Staaten                          | Chicago                  | Charles Aron, Evelyn Aron Fred Brount, Mildred Brount und Art Spiegel                                                   | 1947               | 1951         |           |         | The Aristocrat Of Records                                                                          | Das Label ging 1950 in Chess Records auf                                                       |
| Ark 21 Records                              | Vereinigte Staaten                          | Los Angeles              | Miles Copeland III und Stewart Copeland                                                                                 | 1997               | 2006         | LC 36628  |         | |                                                                                                |
| Armada Music                                | Niederlande                                 | Amsterdam                | Armin van Buuren, Maykel Piron, David Lewis                                                                             | 2003               |              | LC 24421  | Website | |                                                                                                |
| Armind                                      | Niederlande                                 |                          | Armin van Buuren |                    |              |           | Website | Armada Music                                                                                       |                                                                                                |
| Around Us Entertainment                     | Südkorea                                    | Seoul                    | Yoon Doo-joon, Yang Yo-seob, Yong Jun-hyung, Lee Gi-kwang, Son Dong-woon                                                | 2016               |              |           | Website | |                                                                                                |
| Ars Benevola Mater                          | Italien                                     | Vittorio Veneto          | Mauro Casagrande | 1999               |              | LC 58817  | Website | |                                                                                                |
| Ars Musici                                  | Deutschland                                 | Freiburg im Breisgau     | Rudolf Ruby |                    |              | LC 05152  |         | Freiburger Musik Forum GmbH                                                                        |                                                                                                |
| Art Records                                 | Vereinigte Staaten                          | Miami                    | Harold E. Doane | 1945               | 1979         | LC 50000  | Website | | Langname des Labels: American Recording and Transcription Service                              |
| Artanis Entertainment Group                 | Vereinigte Staaten                          | Burbank                  | Frank Sinatras Erben und Warner Bros. Records                                                                           | 1999               |              |           |         | |                                                                                                |
| Artery Recordings                           | Vereinigte Staaten                          | Sacramento               | Eric Rushing | 2010               |              |           | Website | Razor & Tie, The Artery Foundation Management                                                      |                                                                                                |
| Arthaus Musik                               | Deutschland                                 | Halle                    | Torsten Bönnhoff | 2000               |              | LC 27853  | Website | |                                                                                                |
| ARTISTdirect                                | Vereinigte Staaten                          | Santa Monica             | Marc Geiger | 1994               |              | LC 11939  | Website | |                                                                                                |
| Artistry Music                              | Vereinigte Staaten                          |                          | Rick Braun und Richard Elliot                                                                                           |                    |              | LC 57669  | Website | | Wurde 2008 von Mack Avenue Records übernommen                                                  |
| ArtistShare                                 | Vereinigte Staaten                          |                          | Brian Camelio | 2000               |              |           | Website | |                                                                                                |
| Artistic Records                            | Vereinigte Staaten                          |                          | Eli Toscano | 1956               | 1959         |           |         | Cobra Records                                                                                      |                                                                                                |
| Arto Records                                | Vereinigte Staaten                          | New York City            | | 1920               | 1923         |           |         | Standard Music Roll Company                                                                        |                                                                                                |
| Artoffact Records                           | Kanada                                      | Toronto                  | Jacek Kozlowski | 1999               |              |           | Website | |                                                                                                |
| Arts & Crafts                               | Kanada                                      | Toronto                  | Kevin Drew, Jeffrey Remedios                                                                                            | 2003               |              | LC 39276  | Website | Arts & Crafts Productions                                                                          |                                                                                                |
| Asbestos Records                            | Vereinigte Staaten                          | Stratford                | Matt Flood, Dave Leone                                                                                                  | 1996               |              |           |         | |                                                                                                |
| Ash International                           | Vereinigtes Königreich                      |                          | Mike Harding und Robin Rimbaud                                                                                          | 1993               |              | LC 13597  | Website | Touch Music                                                                                        |                                                                                                |
| Asian Improv Records                        | Vereinigte Staaten                          | San Francisco            | Francis Wong und Jon Jang                                                                                               | 1987               |              |           | Website | |                                                                                                |
| Asian Man Records                           | Vereinigte Staaten                          | Monte Sereno             | Mike Park | 1996               |              | LC 36692  | Website | |                                                                                                |
| Asphalt Tango Records                       | Deutschland                                 | Berlin                   | Henry Ernst und Helmut Neumann                                                                                          | 1997               |              | LC 12494  | Website | |                                                                                                |
| Asphodel Records                            | Vereinigte Staaten                          | San Francisco            | Mitzi Johnson | 1992               | 2011         |           |         | |                                                                                                |
| Aesthetic Death Records                     | Vereinigtes Königreich                      | Worcestershire           | Stuart Gregg | 1992               |              |           | Website | |                                                                                                |
| Asthmatic Kitty Records                     | Vereinigte Staaten                          | Lander                   | Sufjan Stevens, Lowell Brams                                                                                            | 1999               |              |           | Website | |                                                                                                |
| Astralwerks                                 | Vereinigte Staaten                          | Los Angeles              | Brian Long | 1993               |              |           | Website | Universal Music Group                                                                              |                                                                                                |
| Astral Spirits                              | Vereinigte Staaten                          | Austin                   | Monofonus Press | 2014               |              |           | Website | Avantgarde Jazz                                                                                    |                                                                                                |
| ASV Records                                 | Vereinigtes Königreich                      | London                   | Harley Usill, Kevin Daly und Jack Boyce                                                                                 | 1981               | 2007         |           |         | |                                                                                                |
| Asylum Records                              | Vereinigte Staaten                          | New York City            | David Geffen und Elliot Roberts                                                                                         | 1971               |              | LC 02648  | Website | Warner Music Group                                                                                 |                                                                                                |
| At A Loss Recordings                        | Vereinigte Staaten                          | Crownsville              | Joss | 1995               |              |           | Website | |                                                                                                |
| At War Records                              | Deutschland                                 |                          | | 1999               | 2000         |           |         | |                                                                                                |
| Ata Tak                                     | Deutschland                                 | Düsseldorf               | Kurt Dahlke | 1979               |              | LC 08372  | Website | |                                                                                                |
| Atavistic Records                           | Vereinigte Staaten                          | Chicago                  | Kurt Kellison | 1985               |              | LC 36704  | Website | |                                                                                                |
| Atco Records                                | Vereinigte Staaten                          | New York City            | Ahmet Ertegün, Nesuhi Ertegün, Herb Abramson                                                                            | 1955               |              | LC 00120  | Website | Atlantic Records (1955 bis 1967) Warner Music Group (seit 1967)                                    |                                                                                                |
| ATIC Records                                | Vereinigtes Königreich                      | Manchester               | Andy Turner und Nicole Vergel de Dios                                                                                   | 2006               |              | LC 59121  | Website | |                                                                                                |
| Atlantic Jaxx                               | Vereinigtes Königreich                      | London                   | Felix Buxton und Simon Ratcliffe                                                                                        | 1994               |              | LC 60844  | Website | |                                                                                                |
| Atlantic Records                            | Vereinigte Staaten                          | New York City            | Ahmet Ertegün, Nesuhi Ertegün, Herb Abramson                                                                            | 1947               |              | LC 00121  | Website | Warner Music Group (seit 1967)                                                                     |                                                                                                |
| ATO Records                                 | Vereinigte Staaten                          | New York City            | Dave Matthews, Coran Capshaw, Chris Tetzeli, Michael McDonald                                                           | 2000               |              |           | Website | ATO Records LLC                                                                                    |                                                                                                |
| Atoll Records                               | Neuseeland                                  | Auckland                 | Wayne Laird | 1997               |              |           | Website | Atoll Records Ltd                                                                                  |                                                                                                |
| Atomic Fire                                 | Deutschland                                 | Donzdorf                 | Markus Staiger | 2018               |              |           | Website | |                                                                                                |
| Atomic Records                              | Vereinigte Staaten                          | Hollywood                | Lyle Griffin | 1945               | 1947         | LC 65274  | Website | |                                                                                                |
| ATP Recordings                              | Vereinigtes Königreich                      | London                   | Barry Hogan | 2001               |              | LC 19600  | Website | ATP Recordings Ltd.                                                                                |                                                                                                |
| Attack Records                              | Deutschland                                 | Berlin                   | Christian Köppe | 1994               |              |           | Website | |                                                                                                |
| Attack Records                              | Vereinigtes Königreich                      |                          | Donville Davis | 1969               | 1980         | LC 61417  |         | Trojan Records (1969 bis 1980) Sanctuary Records (2003 bis 2006) Universal Music Group (2007 bis ) |                                                                                                |
| Attic Records (Canada)                      | Kanada                                      | Toronto                  | Alexander Mair Tom Williams                                                                                             | 1974               | Erloschen    | LC 59135  |         | Unidisc Music Inc.                                                                                 |                                                                                                |
| Attitude Records                            | Schweden                                    | Nyköping                 | Ultima Thule | 1991               |              | LC 62860  |         | Ultima Thule Records                                                                               |                                                                                                |
| Atypeek Music                               | Frankreich                                  | Lyon                     | Christophe Féray | 1989               |              | LC 52540  | Website | |                                                                                                |
| Au Go Go Records                            | Australien                                  | Melbourne                | Bruce Milne Philip Morland                                                                                              | 1979               |              |           | Website | |                                                                                                |
| Audio Antihero                              | Vereinigtes Königreich                      | London                   | Jamie Halliday | 2009               |              | LC 63629  | Website | |                                                                                                |
| Audio Dregs                                 | Vereinigte Staaten                          | Portland                 | E*vax und E*rock |                    |              |           | Website | |                                                                                                |
| Audio Fidelity Records                      | Vereinigte Staaten                          | New York City            | Sidney Frey | 1954               | 1997         |           |         | |                                                                                                |
| Audio Therapy                               | Vereinigtes Königreich                      | Nottingham               | Dave Seaman |                    |              | LC 59142  | Website | Audio Therapy Ltd                                                                                  |                                                                                                |
| Audiobulb Records                           | Vereinigtes Königreich                      | Sheffield                | David Newman | 2003               |              | LC 59147  | Website | |                                                                                                |
| Audiogram                                   | Kanada                                      | Montreal                 | | 1984               |              |           | Website | Les Disques Audiogramme Inc.                                                                       |                                                                                                |
| Audiolith                                   | Deutschland                                 | Hamburg                  | Lars Lewerenz | 2003               |              | LC 03266  | Website | |                                                                                                |
| Audiophile Records                          | Vereinigte Staaten                          | Saukville                | Ewing Dunbar Nunn | 1947               |              |           | Website | |                                                                                                |
| AudioPorn Records                           | Vereinigtes Königreich                      | London                   | Shimon Alcoby | 2007               |              | LC 28814  | Website | |                                                                                                |
| Audite Musikproduktion                      | Deutschland                                 | Stuttgart                | Ludger Böckenhoff | 1973               |              | LC 04480  | Website | |                                                                                                |
| Audition Records                            | Deutschland                                 | Berlin                   | Julian Bonequi | 2010               |              |           | Website | |                                                                                                |
| Auf!Keinen!Fall!                            | Deutschland                                 | Berlin                   | Patrick Thiede | 2015               | 2017         | LC 49185  | Website | |                                                                                                |
| AUM Fidelity                                | Vereinigte Staaten                          | New York City            | Steven Joerg | 1997               |              |           | Website | |                                                                                                |
| Aurora                                      | Deutsche Demokratische Republik             | Berlin                   | | 1961               | Erloschen    |           | Website | Eterna                                                                                             |                                                                                                |
| Authentic Records                           | Vereinigte Staaten                          | Des Moines               | The Nadas |                    |              | LC 10076  | Website | |                                                                                                |
| Autograph Records                           | Vereinigte Staaten                          | Chicago                  | Orlando R. Marsh | 1924               | 1926         |           |         | The New York Recording Laboratories                                                                |                                                                                                |
| Autumn Records                              | Vereinigte Staaten                          | San Francisco            | Sly Stone | 1960er Jahre       | 1966         |           |         | |                                                                                                |
| Avalancha Producciones                      | Argentinien                                 | Buenos Aires             | |                    |              |           | Website | |                                                                                                |
| Avang Music                                 | Vereinigte Staaten                          | Los Angeles              | Armin Ali Hashemi | 1992               |              |           | Website | Warner Music Group                                                                                 |                                                                                                |
| Avantgarde Music                            | Italien                                     | Mailand                  | Roberto Mammarella | 1994               |              |           | Website | | Unter dem Namen Obscure Plasma Records gegründet und 1994 umbenannt.                           |
| AVA Recordings                              | Vereinigtes Königreich                      | Stoke-on-Trent           | Andy Moor | 2006               |              | LC 52075  | Website | Black Hole Recordings                                                                              |                                                                                                |
| Avatar Records                              | Vereinigte Staaten                          | Los Angeles              | Larry Robinson | 1987               |              |           | Website | Capitol Records                                                                                    |                                                                                                |
| Avatar Records (Electronic)                 | Israel                                      | Tel Aviv                 | Avichay Avigal, Peter Eibenschutz                                                                                       | 1997               |              |           | Website | |                                                                                                |
| Avco Records                                | Vereinigte Staaten                          | New York City            | Hugo Peretti, Luigi Creatore und Joseph E. Levine                                                                       | 1968               | 1978         |           |         | Avco Records Corp.                                                                                 |                                                                                                |
| Avaz                                        | Deutschland                                 |                          | Ayhan Uslu | 1985               |              | LC 57938  | Website | Cilem Records International UG                                                                     |                                                                                                |
| Avex                                        | Japan                                       | Minato                   | Masato „Max“ Matsuura                                                                                                   | 1988               |              | LC 66321  | Website | Avex Group                                                                                         |                                                                                                |
| AVI Records                                 | Vereinigte Staaten                          | Los Angeles              | Seymour Heller, Ed Cobb and Ray Harris                                                                                  | 1968               | 1997         |           | Website | Universal Music Group                                                                              | 1997 wurde der Labelkatalog von MCA Records gekauft                                            |
| Aware Records                               | Vereinigte Staaten                          | Evanston                 | Gregg Latterman | 1993               |              |           | Website | Columbia Records                                                                                   |                                                                                                |
| Awareness Records                           | Vereinigtes Königreich                      |                          | Andy Ware | Mitte 1980er Jahre |              |           |         | |                                                                                                |
| Axiom                                       | Vereinigte Staaten                          |                          | Bill Laswell | 1989               |              |           | Website | Island Records                                                                                     |                                                                                                |
| Axis Records                                | Vereinigte Staaten                          | Miami Beach              | Jeff Mills | 1992               |              |           | Website | |                                                                                                |
| Axtone Records                              | Vereinigtes Königreich                      | London                   | Axwell | 2005               |              | LC 37379  | Website | Axtone Records Ltd                                                                                 |                                                                                                |
| Ayler Records                               | Schweden                                    |                          | Jan Ström | 2000               |              | LC 85443  | Website | |                                                                                                |
| Ayuí / Tacuabé                              | Uruguay                                     |                          | Pepe Guerra, Daniel Viglietti, Coriún Aharonián, Braulio López, Myriam Dibarboure, María Teresa Sande und Edgardo Bello | 1971               |              |           | Website | |                                                                                                |
| Azuli Records                               | Vereinigtes Königreich                      | London                   | Dave Piccioni | 1991               | 2009         | LC 02461  |         | |                                                                                                |